# The Red Death
The Red Death est un groupe américain de deathcore, originaire de Bath, dans l'État de New York, actif entre 2002 et 2008.

## Histoire
Formé en 2002 après la disparition de Another Day Forgotten par le chanteur Paul Hamblin, le guitariste Josh Williammee et le batteur Graham Mitchell, la formation initiale était complétée par le guitariste Brian VanGelder et le bassiste Karl Janovec. En 2003, Bryan quitte le groupe et est remplacé par Nate Golia, un guitariste originaire de Rochester, NY, anciennement membre d'un autre groupe de heavy metal, Warblade. Cet été-là, ils entament leur première petite tournée avec le groupe screamo Shadows and the Silence (dont le bassiste, Dominic Mastronunzino, originaire de Bath, remplacera Karl Janovec l'été suivant). 
Lors d'une tournée de trois semaines avec With Resistance (New Jersey), le groupe commence à discuter avec Metal Blade Records et signe avec eux à l'automne suivant ; cependant, Nate quitte le groupe pour se concentrer sur ses études et est remplacé par Aaron Conti, anciennement du groupe If Hope Dies. Après avoir signé chez Metal Blade Records, le groupe se lance dans plusieurs tournées américaines complètes avec des groupes tels que From a Second Story Window, The Acacia Strain, Undying, Through the Eyes of the Dead, Arsis et Into the Moat,. Leur premier album External Frames of Reference est sorti en 2005 sous le label Metal Blade. En 2006, ils sont abandonnés par Metal Blade Records
Avec un nouveau bassiste (Jordan Rathbun), le groupe enregistre une nouvelle démo pour des labels potentiels. Ils sont signés par le label britannique Siege of Amida. Dans le cadre d'un accord de distribution avec Ferret Music, Siege of Amida sort le deuxième et dernier CD de The Red Death, intitulé Godmakers, au début de l'année 2008. Cet été-là, le groupe décide de tout arrêter. Leur « dernier » concert a lieu le soir d'Halloween (2008) au Little Pickle à Bath, dans l'État de New York. The Red Death se reforme pour un seul concert le soir d'Halloween 2009 au Half Penny Pub à Syracuse, NY.

## Membres

### Derniers membres
- Paul Hamblin - chant (2002-2008)
- Aaron Conti - guitare (2002-2008)
- Graham Mitchell - batterie (2002-2008)
- Mark Kelley - guitare (2007-2008)
- Jordan Rathbun - basse (2007-2008)[8]

### Anciens membres
- Joshua Williammee - guitare, basse
- Bryan VanGelder - guitare
- Nate Golia - guitare
- Dominic Mastronunzino - basse
- Jed Shugars - basse
- Jackson Portwood - basse (2005)
- Karl Janovec - basse[8]

## Discographie
- 2004 : Aftertaste of the Emaciated (EP, Crooked Halo Records)
- 2005 : External Frames of Reference (album, Metal Blade Records)
- 2008 : Godmakers (album, Ferret Music)